# ولچز (اورگن)
ولچز (به انگلیسی: Welches) یک منطقهٔ مسکونی در ایالات متحده آمریکا است که در شهرستان کلاکاماس، اورگن واقع شده‌است. ولچز ۴۰۲٫۳۴ متر بالاتر از سطح دریا واقع شده‌است.